# Freedom (Indiana)
Pour les articles homonymes, voir Freedom.
Freedom est une unincorporated community située dans l'ouest de Franklin Township, dans le comté d'Owen, dans l'État de l'Indiana aux États-Unis. La ville se situe le long de la route américaine 231, au sud-ouest de la ville de Spencer, siège du comté d'Owen. Son altitude est de 164 mètres, et ses coordonnées sont 39° 12′ 25″ de latitude nord et 86° 52′ 9″ de longitude ouest (39.2069886, -86.8691740). Bien que Freedom ne soit pas incorporated, elle dispose d'un bureau de poste, avec le code postal 47431.

## Histoire
Freedom a été fondée en 1834, époque à laquelle elle constituait un important point de transit de bateaux fluviaux à fond plat. Le nom de la communauté vient de celui de Joseph Freeland, un des premiers colons. Le bureau de poste de Freedom fonctionne depuis 1834.

## Personnalités liées à la commune
- Thomas Gantz Cassady (1896-1972), as de l'aviation en France durant la Première Guerre mondiale, et agent secret en France durant la Seconde Guerre mondiale.
- James Hubert Pierce (1900-1983), acteur qui a interprété Tarzan au cinéma.
- Sammy L. Davis (né en 1956), First sergeant dans l'United States Army, récipiendaire de la médaille d'honneur durant la guerre du Viêt Nam. Au début de l'année 2014, l'État de l'Indiana a rendu hommage à la grande bravoure et à l'héroïsme de Davis en érigeant deux ensembles de panneaux commémoratifs à l'entrée de la Route d'État 46 et de la route américaine 231 dans le comté d'Owen.